# Пульсар
Пульса́р — космический источник радио- (радиопульсар), оптического (оптический пульсар), рентгеновского (рентгеновский пульсар) и/или гамма- (гамма-пульсар) излучений, приходящих на Землю в виде периодических всплесков (импульсов). Согласно доминирующей астрофизической модели, пульсары представляют собой вращающиеся нейтронные звёзды с магнитным полем, которое наклонено к оси вращения, что вызывает модуляцию приходящего на Землю излучения.

## История
Первый пульсар был открыт в июле 1967 года Джоселин Белл, аспиранткой Энтони Хьюиша, на меридианном радиотелескопе Маллардской радиоастрономической обсерватории Кембриджского университета, на длине волны 3,5 м (85,7 МГц). За этот выдающийся результат Хьюиш получил в 1974 году Нобелевскую премию. Современные названия этого пульсара — PSR B1919+21 или PSR J1921+2153.
Результаты наблюдений несколько месяцев хранились в тайне, а первому открытому пульсару присвоили имя LGM-1 (сокр. от англ. Little Green Men — «маленькие зелёные человечки»). Такое название было связано с предположением, что эти строго периодические импульсы радиоизлучения имеют искусственное происхождение. Кроме того, вскоре группа Хьюиша нашла ещё 3 источника аналогичных сигналов.
Только в феврале 1968 года в журнале «Nature» появилось сообщение об открытии быстропеременных внеземных радиоисточников неизвестной природы с высокостабильной частотой. Сообщение вызвало научную сенсацию. К 1 января 1969 года число обнаруженных различными обсерваториями мира объектов, получивших название пульсаров, достигло 27:16. Число посвящённых им публикаций в первые же годы после открытия составило несколько сотен. Первый пульсар, обнаруженный советскими астрономами — PP 0943:16 (современное обозначение — PSR B0943+10) в созвездии Льва, открытый на Радиоастрономической станции ФИАН в г. Пущино в декабре 1968 года.
Доплеровское смещение частоты (характерное для источника, совершающего орбитальное движение вокруг звезды) обнаружено не было.
В числе прочих теорий (гипотеза Иосифа Шкловского и др.) было предложено рассматривать пульсары как своего рода сверхмощные «маяки» внеземных цивилизаций.
Однако вскоре астрофизики пришли к общему мнению, что пульсар, точнее радиопульсар, представляет собой нейтронную звезду. Она испускает узконаправленные потоки радиоизлучения, и в результате вращения нейтронной звезды поток попадает в поле зрения внешнего наблюдателя через равные промежутки времени — так образуются импульсы пульсара.
На 2008 год уже известно около 1790 радиопульсаров (по данным каталога ATNF). Ближайшие из них расположены на расстоянии около 0,12 кпк (около 390 световых лет) от Солнца.
В 1971 году с помощью обсерватории Uhuru были открыты источники периодического рентгеновского излучения, названные рентгеновскими пульсарами. Как и радио-, рентгеновские пульсары являются сильно замагниченными нейтронными звёздами. В отличие от радиопульсаров, расходующих собственную энергию вращения на излучение, рентгеновские пульсары излучают за счёт аккреции вещества звезды-соседа, заполнившего свою полость Роша и под действием пульсара постепенно превращающегося в белого карлика. Как следствие, масса пульсара медленно растёт, увеличивается его момент инерции и — за счёт передачи орбитального момента системы во вращение пульсара падающим на него веществом — частота вращения, в то время, как радиопульсары, со временем, наоборот, замедляются. Радиопульсар совершает оборот за время от нескольких секунд до нескольких десятых долей секунды, а рентгеновские пульсары делают сотни оборотов в секунду.
В ходе проекта распределённых вычислений Einstein@Home на 2016 год найдено 66 пульсаров.
В 2015 году учёные из коллаборации космического гамма-телескопа Ферми обнаружили первый гамма-пульсар, лежащий за пределами Млечного Пути. Он установил новый рекорд светимости среди ранее открытых гамма-пульсаров. Пульсар PSR J0540-6919 расположен на окраине туманности Тарантул созвездия Золотая Рыба в Большом Магеллановом Облаке, расположенной в 163 тысячах световых лет от Млечного Пути.
В 2016 году в рамках проекта EXTraS (англ. Exploring the X-ray Transient and variable Sky) в результате изучения архивных данных телескопа XMM-Newton за 2000—2013 годы открыт рентгеновский источник 3XMM J004301.4+413017, первый пульсар в галактике Туманность Андромеды.
Сигналы от пульсаров можно использовать как эталоны времени и ориентиры для спутников.
В 2020 году астрономы США и Польши установили, что причиной того, что этот тип нейтронных звёзд действует как радиомаяки, является взаимодействие между электрическими и магнитными полями у поверхности объекта.

## Номенклатура
Для наименования пульсаров исторически использовалось две системы. В более ранней пульсар обозначался двумя заглавными латинскими буквами и следующими за ними через пробел четырьмя цифрами. Первая буква обозначала группу учёных, открывшую пульсар, вторая буква — P — начальная буква слова Pulsar. Цифры обозначали прямое восхождение пульсара в часах и минутах. Например: CP 1919 (пульсар, открытый кембриджской группой с прямым восхождением 19 часов, 19 минут). Вторая система восходит к 1968 году, когда два новых пульсара были обозначены PSR (англ. Pulsating Source of Radio, что означает «пульсирующий источник радиоволн»). Начиная с открытия пульсара в Крабовидной туманности за буквами PSR стало следовать прямое восхождение и склонение пульсара (например: PSR 0531+21, здесь прямое восхождение 5 часов 31 минута и склонение 21 градус). В дальнейшем склонение стали указывать с точностью до десятых долей градуса (например: PSR 1913+167, здесь склонение 16,7 градуса). Первоначально системой координат, в которой указывалось прямое восхождение и склонение пульсара, были координаты 1950 года, использовавшиеся для пульсаров, открытых приблизительно до 1993 года. Позднее стали использовать координаты 2000 года, хотя для некоторых знаменитых пульсаров обычно используются прежние обозначения. По состоянию на начало 2000-х годов, чтобы различить эти две системы координат, в обозначении пульсара перед координатами указывается буква B для координат 1950 года или буква J для координат 2000 года (например, пульсар, сразу после открытия в 1968 году обозначавшийся PP 0943, в начале XXI века имел обозначения PSR B0943+10 и PSR J0946+09).

## Белые карлики в роли пульсаров
Не только нейтронная звезда, но и белый карлик с сильным магнитным полем тоже может работать, как пульсар. Поскольку момент инерции у белого карлика намного больше, чем у нейтронной звезды, пульсароподобные белые карлики вращаются с намного меньшей частотой, делая один оборот за несколько минут.
На 2024 год известно три кандидата в пульсароподобные белые карлики.
- В 1998 году Н. Р. Ихсанов предположил, что белый карлик в двойной системе AE Водолея работает, как радиопульсар[16]. Это предположение подтвердилось в 2008 году благодаря открытию пульсаций этого объекта в рентгеновском диапазоне,[17] показавшему, что он является не только радиопульсаром, но и рентгеновским пульсаром.

- В 2016 году белый карлик в двойной системе AR Скорпиона был идентифицирован как пульсар[18][19] (в англоязычной литературе его часто ошибочно называют первым из открытых пульсароподобных белых карликов). В системе наблюдаются сильные пульсации в диапазоне от ультрафиолета до радиоволн, порождаемые замедлением вращения белого карлика с сильным магнитным полем[18].

- В 2023 году в рентгеновском и радиодиапазонах были зарегистрированы пульсации излучения белого карлика eRASSU J191213.9−441044, связанные с его вращением[20][21].

Существует альтернативное объяснение пульсирующего излучения от белых карликов. В 2019 году пульсароподобные свойства AE Водолея были объяснены на основе численной МГД-модели, разработанной в Корнельском университете группой под руководством М. М. Романовой. Согласно этой модели, AE Водолея — это промежуточный поляр с умеренно сильным магнитным полем и аккреционным диском в «режиме пропеллера», а его наблюдательные свойства объясняются взаимодействием диска с магнитосферой. В пользу аналогичной модели для eRASSU J191213.9−441044 говорят результаты анализа его ультрафиолетового излучения, показавшие, что напряжённость его магнитного поля не превышает 50 мегагаусс.